# Gamma Arae
Gamma Arae (γ Ara / HD 157246 / HR 6462) es una estrella en la constelación de Ara, el altar, de magnitud aparente +3,34. Aunque comparte movimiento propio y velocidad radial con β Arae, medidas precisas de distancia realizadas por el satélite Hipparcos demostraron que Beta Arae está casi a la mitad de distancia que Gamma Arae. Esta última se encuentra a 1140 años luz de distancia del sistema solar. 
Gamma Arae es una supergigante azul caliente de tipo espectral B1Ib con una temperatura superficial de 20.400 K y una luminosidad 32.600 veces más que la luminosidad solar. Estos parámetros permiten estimar una masa 12 veces mayor que la del Sol y un radio 14,5 veces más grande que el radio solar. La estrella acaba de abandonar la secuencia principal y está evolucionando hacia una supergigante roja similar a Betelgeuse (α Orionis). Es notable su elevada velocidad de rotación, de al menos 280 km/s, inusitadamente alta para una estrella supergigante; dado su tamaño, el período de rotación es inferior a dos días y medio. Consecuencia de su gran masa es que dentro de unos 16 millones de años explotará como una supernova.
Gamma Arae tiene dos posibles compañeras a 18 y 42 segundos de arco. Aunque la más alejada parece no tener una relación real con Gamma Arae, la más próxima, de magnitud 10,3, parece formar un verdadero sistema binario con ella. Es una estrella blanca de la secuencia principal de tipo A7 similar a Altair (α Aquilae) o θ Cassiopeiae, separada unas 6200 UA de Gamma Arae y con un período orbital de al menos 135.000 años.